# Iglesia de Santa María (Villamayor)
La iglesia de Santa María está situada en la localidad de Villamayor, en el concejo asturiano de Piloña.
Lo que queda hoy en día son los restos de la iglesia perteneciente al convento benedictino que estaba situado en el pueblo y del que hoy no quedan más restos que los de la iglesia.
Actualmente, está considerada como BIC (Bien de Interés Cultural) (fue declarada Monumento histórico-artístico perteneciente al Tesoro Artístico Nacional mediante decreto de 3 de junio de 1931).

## Convento
El convento se fundó en el siglo X, funcionando hasta el siglo XIV, en que fue disuelto por orden del obispo de Oviedo, Gutierre de Toledo, según se relata por «degenerada y en torpe olvido de su regla de santidad y pureza».
En 1530 el convento se incluyó en el monasterio de San Pelayo de Oviedo.

## Iglesia
La iglesia de origen románico, una vez fue disuelto el convento, fue utilizada como cementerio hasta que en 1836, tras la desamortización de Mendizábal, se destinó a cárcel y en 1910 a escuela.
Los restos originales que todavía se conservan, la cabecera y un trozo de la nave mayor, muestran elementos del románico tardío (siglo XII - XIII). El ábside del templo es semicircular con la presencia de cornisa con metopas y canecillos. El interior presenta una nave principal con bóveda de cañón con arquería ciega.